# Ho Feng Shan
Ho Feng Shan –també conegut com a He Feng Shan, el seu nom xinès és 何鳳山– (10 de setembre de 1901 - 1997) fou cònsol General de la Xina a Viena del 1938 al 1941.
Profund confucianista, va rebre una educació occidental i per mitjà d'una missió luterana va poder estudiar malgrat la pobresa de la seva família. Va rebre formació en economia a la Universitat de Múnic. Gràcies a ell es van poder salvar, encara que no se sap la xifra exacta, més de mil jueus que van poder abandonar el territori del Tercer Reich mitjançant la concessió de visats (malgrat les instruccions en contra de l'ambaixada xinesa a Berlín). Aquesta actuació compassiva ha estat fins fa pocs anys força desconeguda. Més tard va continuar les seves activitats diplomàtiques en altres països. Retirat el 1973, finalment va residir als Estats Units amb la seva esposa i filla. Les seves restes descansen a Yiyang (província de Hunan). Les seves memòries foren publicades sota el títol 40 Years of My Diplomatic Life (外交生涯四十年) el 1990.